# Take You Down
Take You Down è il quarto singolo di Chris Brown ad essere estratto dal suo secondo album Exclusive. Il singolo è stato reso disponibile per l'airplay radiofonico il 1º aprile 2008.
La canzone fu nomitata come Best Male R&B Vocal Performance ai Grammy Awards 2009 ma perse contro Miss Independent di Ne-Yo.

## Il brano
La canzone è stata scritta da Brown insieme a Harvey Mason, Jr., Damon Thomas, Steve Russell, James Fauntleroy e Lamar Edwards ed è stata prodotta da The Underdogs e Lamar Edwards. Il brano è una slow jam di genere R&B che presenta un riff di chitarra elettrica. Il testo del brano parla di una notte passionale che passano Brown e una ragazza.

## Critica
La critica ha generalmente lodato il brano, apprezzandone le sue sonorità, me essa fu ambivalente riguardo ai suoi contenuti lirici. Alcuni critici hanno definito il brano come uno dei migliori di Exclusive, paragonandolo a lavori di Prince, mentre altri trovarono il brano banale nell'arrangiamento.

## Tracce
US promotional CD single
1. Take You Down [Main] 4:05
2. Take You Down [Instrumental] 4:00

## Video musicale
Il video musicale di Take You Down è stato reso disponibile a partire dal 2 aprile 2008, e consiste nell'esibizione del cantante durante il concerto tenuto a Nashville presso il Sommet Center nel 2007.

## Classifiche
| Classifica (2008)                    | Posizione più alta |
| ------------------------------------ | ------------------ |
| Nuova Zelanda                        | 7                  |
| Regno Unito                          | 92                 |
| U.S. Billboard Hot 100               | 43                 |
| U.S. Billboard Hot R&B/Hip-Hop Songs | 4                  |